# 七尾港まつり
七尾港まつり（ななおみなとまつり）は、石川県七尾市で毎年7月に開催される市民参加型のイベント（市民祭）。青柏祭、石崎奉燈祭、七尾祇園祭とともに七尾四大祭の一つに挙げられることがある。

## 概要
七尾港の発展、および海と港の恩恵に感謝することを祭り開催の趣旨としている。海の日の前日・前々日に七尾マリンパークを主会場に開催される。市民参加の総踊りのほか、北國花火七尾大会が行われる。
以下の日程は2019年（令和元年）までの日程となる。2022年（令和4年）は開催日を1日に短縮し、7月17日に開催された（後述）。
1日目
- ちびっこカーニバル[5][9]
- 子どもちょうちん行列[5][9]

2日目
- 七尾港ベイサイドミュージック「潮風のメロディー」[4][5][7]
- 総踊り[4][5][7]
- 北國花火七尾大会[5][6][9]

## 沿革
1940年（昭和15年）、前年に七尾市が町から昇格し市制施行した7月20日（市制記念日）を記念してこの日を中心に開催したのが起源となっている。翌年（1941年）には七尾市祭として決定した。なお、海の日が施行された1996年（平成8年）は市制記念日の7月20日と同一日となっている。
2004年（平成16年）10月、新市制による「七尾市」が発足したことに伴い、海の日の前日・前々日に開催日を変更した。
2020年（令和2年）・2021年（令和3年）、新型コロナウイルス感染症の感染拡大（コロナ禍）に伴い2年連続で中止（当概年の開催回数の第79回・第80回は欠番となっている）。2022年（令和4年）は開催日を1日に短縮、前述の2日目のイベントに限り開催した。また、同年には七尾市が舞台となっているテレビアニメ『君は放課後インソムニア』（2023年放送）とのコラボレーションを実施。会場でのうちわの配布、等身大パネルの設置、同作にちなんだ花火の打ち上げが実施された。